# Ralstonia syzygii
Espèce
Ralstonia syzygii est une espèce de protéobactéries de la famille des Burkholderiaceae.
Cette bactérie est l'agent phytopathogène responsable de la maladie de Sumatra qui affecte les girofliers en Indonésie. Elle est transmise par des insectes hémiptères du groupe des cercopes (super-famille des Cercopoidea).
Cette espèce est classée dans le complexe d'espèces Ralstonia solanacearum qui comprend également certaines souches asiatiques de Ralstonia solanacearum, bactérie du sol qui infecte de nombreuses espèces de plantes, et la bactérie de la maladie du sang du bananier (BDB, acronyme de Blood Disease Bacterium). Ces trois bactéries phytopathogènes sont très étroitement apparentées, malgré des différences significatives sur le plan biologique, et sont regroupées dans le sous-groupe phylotype IV du complexe d'espèces Ralstonia solanacearum. 

## Synonyme
Selon Catalogue of Life (24 septembre 2015) :
- Pseudomonas syzygii Roberts et al., 1990

## Liste des sous-espèces
Selon NCBI (24 septembre 2015) :
- sous-espèce Ralstonia syzygii subsp. celebensis
- sous-espèce Ralstonia syzygii subsp. indonesiensis
- sous-espèce Ralstonia syzygii subsp. syzygii